# Étreval
Étreval ist eine französische Gemeinde mit 59 Einwohnern (Stand: 1. Januar 2022) im Département Meurthe-et-Moselle in der Region Grand Est (vor 2016 Lothringen). Sie gehört zum Arrondissement Nancy und zum Kanton Meine au Saintois.

## Geografie
Étreval im Norden der Landschaft Saintois liegt etwa 27 Kilometer südsüdwestlich von Nancy am Brénon.
Umgeben wird Étreval von den Nachbargemeinden Ognéville im Norden und Nordosten, Vroncourt im Osten, Chaouilley im Südosten und Süden sowie Thorey-Lyautey im Südwesten und Westen.

## Bevölkerungsentwicklung
| Jahr                       | 1962 | 1968 | 1975 | 1982 | 1990 | 1999 | 2006 | 2019 |
| Einwohner                  | 49   | 30   | 35   | 43   | 44   | 52   | 51   | 60   |
| Quellen: Cassini und INSEE |      |      |      |      |      |      |      |      |

## Sehenswürdigkeiten
- Kirche Sainte-Anne aus dem 19. Jahrhundert
- Renaissanceschloss, Ende des 15. Jahrhunderts erbaut, seit 1927 Monument historique

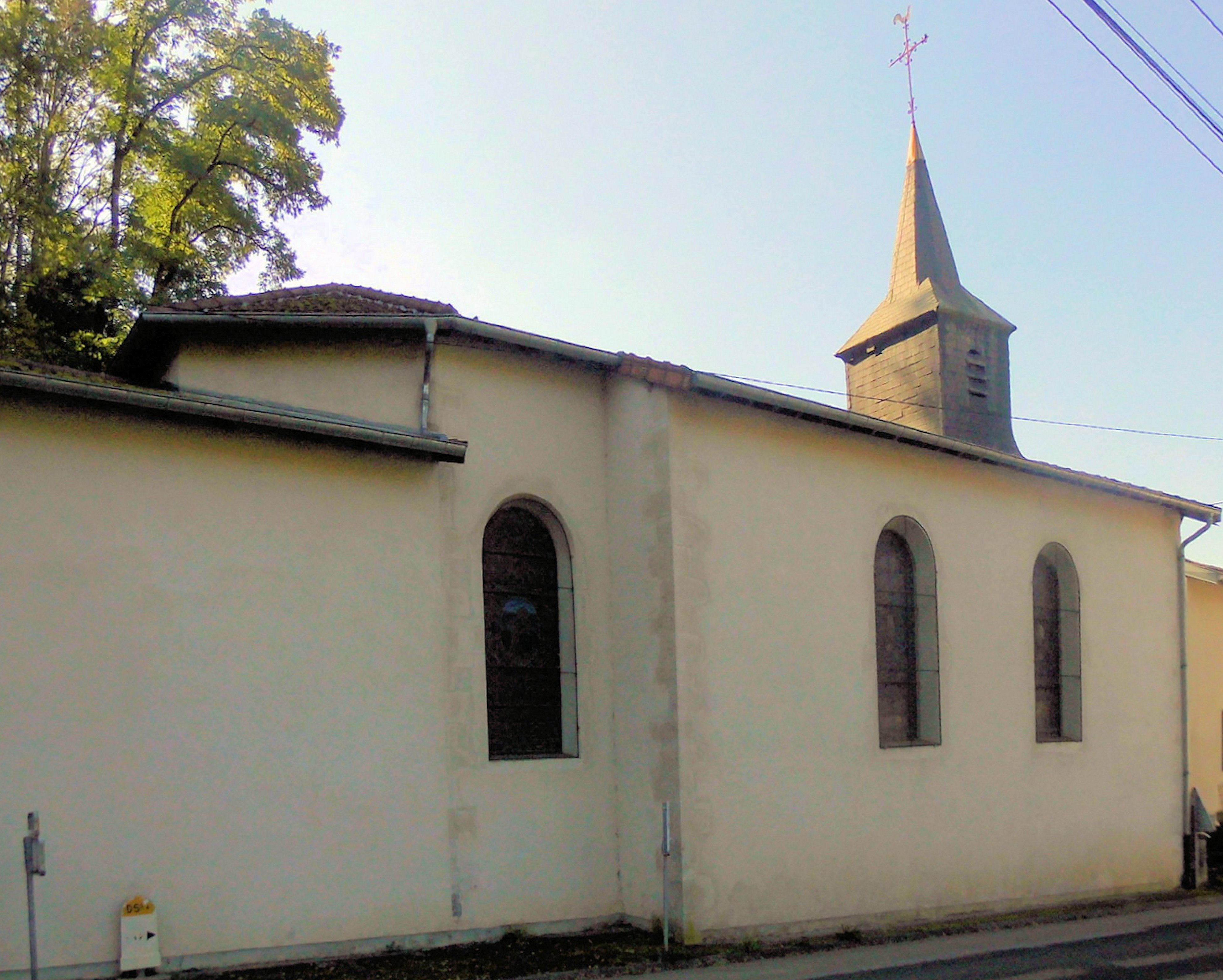
Kirche Sainte-Anne
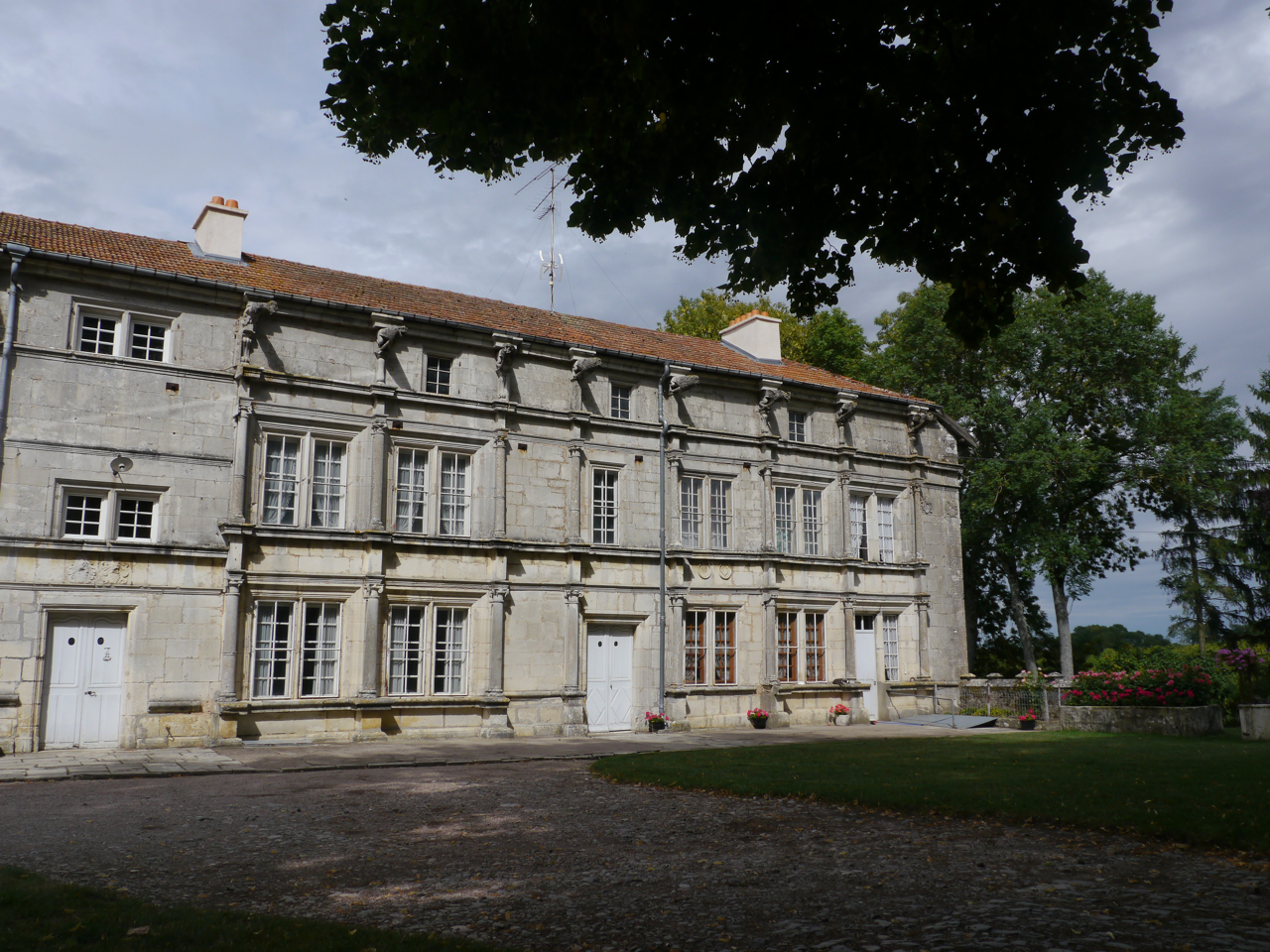
Renaissanceschloss
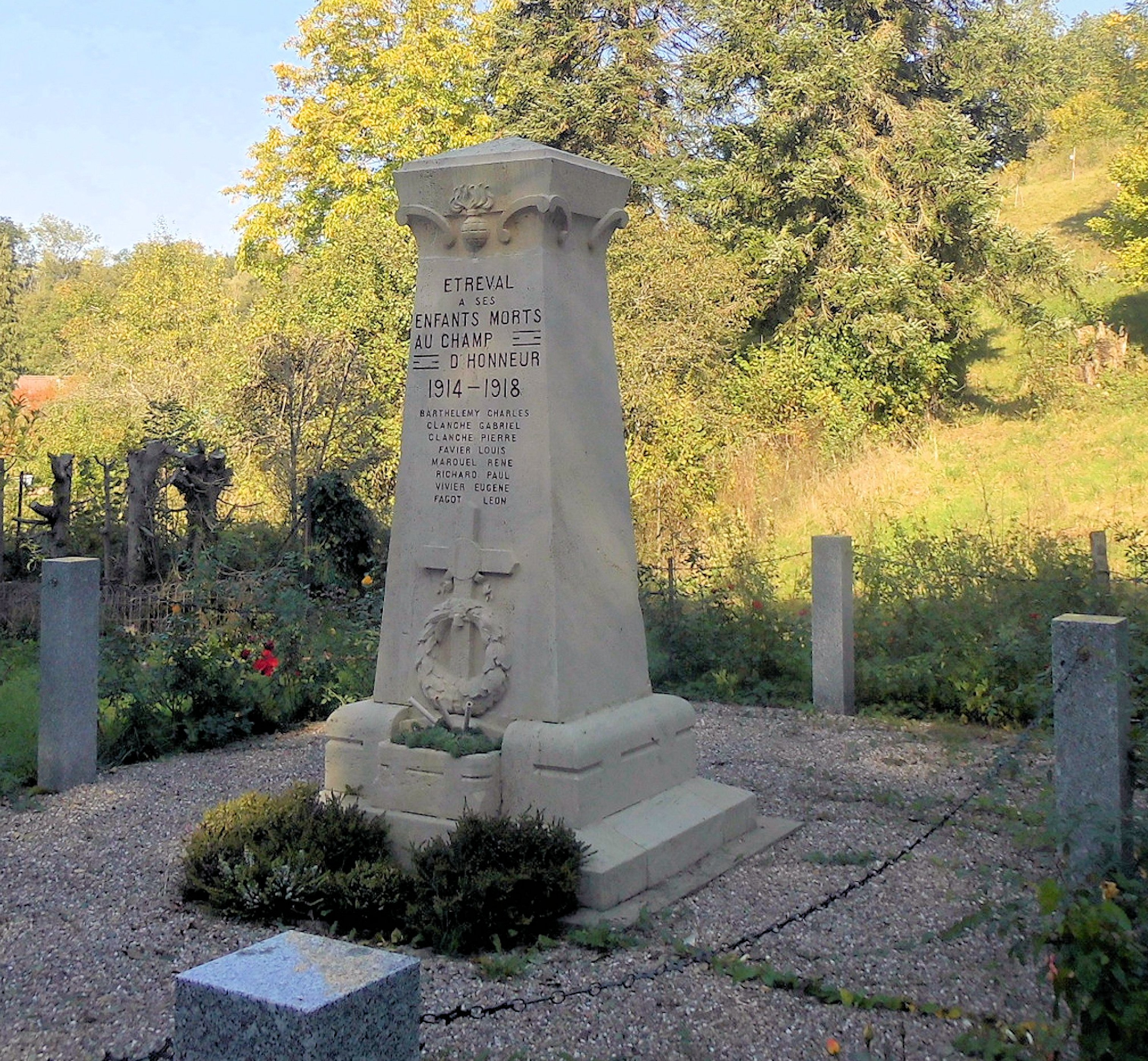
Gefallenendenkmal